# IG Group
IG Group Holdings Plc. ist ein Finanzdienstleistungsinstitut für Differenzkontrakte (CFDs) und andere derivative Finanzprodukte. Das Unternehmen mit Sitz in London ist im FTSE 250 Index gelistet und ist mit einem Nettohandelsvolumen von 456,3 Millionen Euro im Geschäftsjahr 2016 führender Anbieter für Differenzkontrakte. Das Unternehmen unterhält weltweit 19 Standorte und betreut mit mehr als 2.500 Mitarbeitern (Stand 2022) rund 346.200 Kunden (Stand 2024).

## Geschichte

### Ursprung
Die IG Group wurde 1974 in Großbritannien gegründet, mit dem Ziel, eine Möglichkeit zur Spekulation auf den Goldpreis zu schaffen. Hintergrund war ein damaliges Handelsverbot für physisches Gold zu spekulativen Zwecken im Vereinigten Königreich. Unter dem ursprünglichen Namen IG Index bot das Unternehmen erstmals die Möglichkeit, auf einen Gold-Index zu setzen.
1982 erweiterte das Unternehmen sein Angebot um sogenanntes Financial Spread Betting auf die 30 nach Marktkapitalisierung größten britischen Unternehmen, die im FT 30 Index gelistet sind. Anleger konnten dabei auf das Erreichen bestimmter Kursmarken spekulieren, ähnlich einer Wette auf Marktbewegungen. 1998 war IG einer der ersten Anbieter, der eine eigene Online-Handelsplattform einführte und damit den Zugang zu den Finanzmärkten digitalisierte.

### Börsenlistung
Die IG Group wurde im Jahr 2000 erstmals an der London Stock Exchange (LSE) gelistet. Im November 2003 kam es im Zuge eines Management-Buy-outs zu einem Delisting. Im Mai 2005 kehrte das Unternehmen mit einer Aktienplatzierung im Volumen von 393 Millionen Pfund Sterling an die Londoner Börse zurück. Seither ist die IG Group im FTSE 250 Index für mittelgroße Unternehmen vertreten. Ab 2006 begann die internationale Expansion, insbesondere in alle bedeutenden europäischen Märkte.

### Rebranding
Sämtliche globalen IG-Unternehmen (u. a. IG Markets und IG Index) wurden am 16. September 2012 unter dem Namen „IG“ zusammengefasst.

## Internationale Aufstellung
IG betreut Kunden in über 140 Ländern und unterhält Niederlassungen unter anderem in London, Dublin, Stockholm, Frankfurt, Luxemburg, Genf, Chicago, Madrid, Paris, Milan, Johannesburg, Singapur, Dubai, Tokio und Melbourne.
In Deutschland ist die IG Group durch die IG Markets Ltd. vertreten, eine hundertprozentige Tochtergesellschaft mit Sitz in Frankfurt am Main.

## Produkte und Dienstleistungen in Deutschland
IG bietet in Deutschland folgende Handelsmöglichkeiten mit Hebelprodukten an:
- CFD-Handel
- Devisenhandel (Forex)
- Aktienhandel (seit 2015)

Bitcoin
Im April 2013 war IG der erste Online-Broker für CFDs und Forex, der den Handel mit Bitcoin in Form binärer Optionen anbot. Dieses Produkt wurde jedoch bereits nach einem Monat wieder eingestellt. Seit November 2014 bietet IG den Bitcoin-Handel in überarbeiteter Form an. Trader können seither auf die Volatilität des Bitcoin spekulieren, ohne die Kryptowährung physisch zu besitzen. Darüber hinaus stehen mehrere Bitcoin-Forex-Paare zur Verfügung.